# Hannoverscher Sportverein von 1896 1953-1954
Questa voce raccoglie le informazioni riguardanti l'Hannoverscher Sportverein von 1896 nelle competizioni ufficiali della stagione 1953-1954.

## Stagione
Il 1954 è l'anno del secondo titolo nazionale conquistato dai Roten. Grazie alla vittoria del girone settentrionale di Oberliga, l'Hannover si qualifica per le finali nazionali. Nei gironi di semifinale supera il Berliner in trasferta (1-2) e lo Stoccarda in casa (3-1).
La finale contro il Kaiserslautern si gioca nel Volksparkstadion di Amburgo. Il Kaiserslautern, favorito sulla carta, passa in vantaggio dopo 13' con Eckel. L'Hannover pareggia nel finale di primo tempo con Tkotz e dilaga nella ripresa grazie all'autorete di Kohlmayer e ai goal di Wewetzer, Kruhl e Paetz. Finisce 5-1. Era il 23 maggio 1954 e tale successo rimane ad oggi l'ultimo per l'Hannover nel massimo campionato tedesco.

## Rosa
| N. |                     | Ruolo | Calciatore         |
| -- | ------------------- | ----- | ------------------ |
|    | Germania (bandiera) | P     | Hans Bolchert      |
|    | Germania (bandiera) | P     | Hans Krämer        |
|    | Germania (bandiera) | P     | Werner Schadly     |
|    | Germania (bandiera) | D     | Heinz Bothe        |
|    | Germania (bandiera) | D     | Helmut Geruschke   |
|    | Germania (bandiera) | D     | Hannes Kirk        |
|    | Germania (bandiera) | D     | Heinz Elzner       |
|    | Germania (bandiera) | C     | Herbert Helfenbein |

| N. |                     | Ruolo | Calciatore        |
| -- | ------------------- | ----- | ----------------- |
|    | Germania (bandiera) | C     | Willi Hundertmark |
|    | Germania (bandiera) | C     | Werner Müller     |
|    | Germania (bandiera) | C     | Rolf Gehrcke      |
|    | Germania (bandiera) | A     | Helmut Kruhl      |
|    | Germania (bandiera) | A     | Rolf Paetz        |
|    | Germania (bandiera) | A     | Hannes Tkotz      |
|    | Germania (bandiera) | A     | Heinz Wewetzer    |
|    | Germania (bandiera) | A     | Klemens Zielinski |

## Risultati

### Fase Finale Campionato

#### Gruppo 1
| Arbitro: | Jacobi |

|             |           |                    |
| Karlsch 82’ | Marcatori | 5’ Tkotz 83’ Kruhl |

| Arbitro: | Pennig |

|                             |           |               |
| Paetz 32’ 43’ Zielinski 46’ | Marcatori | 50’ Baitinger |

#### Finale scudetto
| Arbitro: | Schmetzer |

|                                                                 |           |           |
| Tkotz 45’ Kohlmeyer 48’ (aut.) Wewetzer 77’ Kruhl 81’ Paetz 84’ | Marcatori | 13’ Eckel |